# 舘余惣
舘 余惣（館 余惣、たち よそう、1884年（明治17年）4月4日 - 1940年（昭和15年）10月29日）は、大日本帝国陸軍軍人。最終階級は陸軍少将。

## 経歴・人物
石川県出身。1905年（明治38年）陸軍士官学校第17期卒業、陸軍歩兵少尉に任官。1931年（昭和6年）8月に陸軍歩兵大佐・山口連隊区司令官、1933年（昭和8年）8月に歩兵第12連隊長、1935年（昭和10年）8月に近衛師団司令部附（中央大学配属将校）を経て、1936年（昭和11年）8月、陸軍少将・歩兵第27旅団長に任官。その後、1938年（昭和13年）4月に留守第16師団司令部附となり、翌年の1939年（昭和14年）3月9日に待命、同月22日に予備役に編入した。

## 栄典
勲章等
- 1940年（昭和15年）8月15日 - 紀元二千六百年祝典記念章[4]